# Elecciones presidenciales de Brasil de 1894
La elección presidencial de Brasil de 1894 fue la segunda en su tipo y la primera elección directa en ese país, aunque los estados de la Región Sur (Paraná, Santa Catarina y Rio Grande do Sul) no participaron debido a la Revolución Federalista (1893-1895). Se celebró el 1 de marzo de dicho año y pasó a marcar el fin de la República da Espada (1889-1894) con lo que parte el período conocido como República oligárquica que se extendería hasta 1930. El vencedor fue Prudente de Morais.

## Resultados
| Candidato          | Estado       | Votos   | %      |
| Prudente de Morais | São Paulo    | 290.883 | 88,38% |
| ------------------ | ------------ | ------- | ------ |
| Afonso Pena        | Minas Gerais | 38.291  | 11,32% |